# Peloche
Peloche es una pedanía del municipio español de Herrera del Duque, perteneciente a la provincia de Badajoz (comunidad autónoma de Extremadura). 

## Situación
Se sitúa cerca de Herrera del Duque, junto a las aguas del embalse de García de Sola. Pertenece a la comarca de Cijara y al partido judicial de Herrera del Duque.

## Historia
En 1594 formaba parte de la Tierra de Belalcázar en la Provincia de Trujillo.
A la caída del Antiguo Régimen la localidad se constituye en municipio constitucional en la región de Extremadura, desde 1834 quedó integrado en el partido judicial de Herrera del Duque. No constan sus datos en el censo de 1842, pero aparece en el de 1857 contaba con 138 hogares y 454 vecinos.
En el año de 1939 este municipio desaparece porque se integra en el municipio de Herrera del Duque, contando entonces con 156 hogares y 654 habitantes.

## Demografía
| Gráfica de evolución demográfica de Peloche entre 1857 y 1930 |
| |
| Población de derecho según los censos de población del INE. Población de hecho según los censos de población del INE.Entre el censo de 1857 y el anterior, aparece este municipio porque se segrega del municipio Herrera del Duque. Entre el censo de 1940 y el anterior, este municipio desaparece porque se integra en el municipio Herrera del Duque. |

## Sitios de interés
- Iglesia de San Antonio Abad
- Ermita de la Virgen del Espino
- Playas naturales
- Cuevas con pinturas rupestres